# Municipio de Hutton
El municipio de Hutton (en inglés: Hutton Township) es un municipio ubicado en el condado de Coles en el estado estadounidense de Illinois. En el año 2010 tenía una población de 919 habitantes y una densidad poblacional de 6,49 personas por km².

## Geografía
Según la Oficina del Censo de los Estados Unidos, el municipio tiene una superficie total de 141.51 km², de la cual 141,15 km² corresponden a tierra firme y (0,25 %) 0,35 km² es agua.

## Demografía
Según el censo de 2010, había 919 personas residiendo en el municipio de Hutton. La densidad de población era de 6,49 hab./km². De los 919 habitantes, el municipio de Hutton estaba compuesto por el 97,39 % blancos, el 1,63 % eran afroamericanos, el 0,44 % eran amerindios, el 0,22 % eran asiáticos y el 0,33 % eran de una mezcla de razas. Del total de la población el 0,22 % eran hispanos o latinos de cualquier raza.